# Uruguay az 1984. évi nyári olimpiai játékokon
Uruguay az egyesült államokbeli Los Angelesben megrendezett 1984. évi nyári olimpiai játékok egyik részt vevő nemzete volt. Az országot az olimpián 5 sportágban 18 sportoló képviselte, akik érmet nem szereztek.

## Kerékpározás

### Pálya-kerékpározás
Üldözőversenyek
| Versenyző     | Versenyszám  | Selejtező | Selejtező | Nyolcaddöntő                        | Nyolcaddöntő | Negyeddöntő  | Negyeddöntő | Elődöntő     | Elődöntő  | Döntő        | Döntő     | Helyezés |
| Versenyző     | Versenyszám  | Idő       | Hely.     | Ellenfél Idő                        | Saját idő    | Ellenfél Idő | Saját idő   | Ellenfél Idő | Saját idő | Ellenfél Idő | Saját idő | Helyezés |
| ------------- | ------------ | --------- | --------- | ----------------------------------- | ------------ | ------------ | ----------- | ------------ | --------- | ------------ | --------- | -------- |
| Carlos García | Férfi egyéni | 4:54,37   | 14.       | Leonard Harvey Nitz (USA) · 4:44,97 | 4:53,72      | kiesett      | kiesett     | kiesett      | kiesett   | kiesett      | kiesett   | 16.      |

Pontverseny
| Név           | Versenyszám | Selejtező | Selejtező  | Selejtező | Döntő   | Döntő      | Döntő    |
| Név           | Versenyszám | Pont      | Körhátrány | Hely.     | Pont    | Körhátrány | Helyezés |
| ------------- | ----------- | --------- | ---------- | --------- | ------- | ---------- | -------- |
| Carlos García | Férfi       | 4         | –1         | 16.*      | kiesett | kiesett    | kiesett  |

## Kosárlabda

### Férfi
| Uruguayi férfi kosárlabdacsapat-játékoskeret                                                    | Uruguayi férfi kosárlabdacsapat-játékoskeret                                  |
| ----------------------------------------------------------------------------------------------- | ----------------------------------------------------------------------------- |
| - Víctor Frattini - Luis Larrosa - Horacio López - Juan Mignone - Hébert Núñez - Carlos Peinado | - Horacio Perdomo - Julio Pereyra - Luis Pierri - Wilfredo Ruiz - Alvaro Tito |

#### Eredmények
Csoportkör
B csoport
| Csapat                 | M | Gy | V | P+  | P–  | Pk   |
| ---------------------- | - | -- | - | --- | --- | ---- |
| Egyesült Államok (USA) | 5 | 5  | 0 | 511 | 315 | +196 |
| Spanyolország (ESP)    | 5 | 4  | 1 | 457 | 438 | +19  |
| Kanada (CAN)           | 5 | 3  | 2 | 462 | 401 | +61  |
| Uruguay (URU)          | 5 | 2  | 3 | 403 | 460 | –57  |
| Kína (CHN)             | 5 | 1  | 4 | 364 | 477 | –113 |
| Franciaország (FRA)    | 5 | 0  | 5 | 383 | 489 | –106 |

| 1984. július 29. 11:00 | Uruguay (URU) | 91–87 | Franciaország (FRA) |  |
| 1984. július 29. 11:00 | (35–41)       |       |                     |  |

| 1984. július 31. 22:00 | Spanyolország (ESP) | 107–90 | Uruguay (URU) |  |
| 1984. július 31. 22:00 | (58–43)             |        |               |  |

| 1984. augusztus 1. 16:30 | Egyesült Államok (USA) | 104–68 | Uruguay (URU) |  |
| 1984. augusztus 1. 16:30 | (58–37)                |        |               |  |

| 1984. augusztus 3. 22:00 | Kanada (CAN) | 95–80 | Uruguay (URU) |  |
| 1984. augusztus 3. 22:00 | (46–47)      |       |               |  |

| 1984. augusztus 4. 22:00 | Uruguay (URU) | 74–67 | Kína (CHN) |  |
| 1984. augusztus 4. 22:00 | (37–24)       |       |            |  |

Negyeddöntő
| 1984. augusztus 6. 12:00 | Jugoszlávia (YUG) | 110–82 | Uruguay (URU) |  |
| 1984. augusztus 6. 12:00 | (53–38)           |        |               |  |

Az 5–8. helyért
| 1984. augusztus 8. 9:00 | Uruguay (URU) | 101–95 | Ausztrália (AUS) |  |
| 1984. augusztus 8. 9:00 | (40–41)       |        |                  |  |

Az 5. helyért
| 1984. augusztus 10. 12:00 | Olaszország (ITA) | 111–102 | Uruguay (URU) |  |
| 1984. augusztus 10. 12:00 | (55–43)           |         |               |  |

| Csapat        | Helyezés |
| ------------- | -------- |
| Uruguay (URU) | 6.       |

## Ökölvívás
| Versenyző       | Versenyszám  | Selejtező               | 32-es főtábla     | Nyolcaddöntő      | Negyeddöntő       | Elődöntő          | Döntő             | Helyezés |
| Versenyző       | Versenyszám  | Ellenfél Eredmény       | Ellenfél Eredmény | Ellenfél Eredmény | Ellenfél Eredmény | Ellenfél Eredmény | Ellenfél Eredmény | Helyezés |
| --------------- | ------------ | ----------------------- | ----------------- | ----------------- | ----------------- | ----------------- | ----------------- | -------- |
| Evaristo Mazzón | Kisváltósúly | Apelu Ioane (WSM) · 0:5 | kiesett           | kiesett           | kiesett           | kiesett           | kiesett           | 33.      |

## Úszás
Férfi
| Versenyző        | Versenyszám    | Előfutam | Előfutam | Előfutam | Döntő   | Döntő      | Döntő      | Helyezés |
| Versenyző        | Versenyszám    | Idő      | Hely.    | Össz.    | Típus   | Idő        | Hely.      | Helyezés |
| ---------------- | -------------- | -------- | -------- | -------- | ------- | ---------- | ---------- | -------- |
| Carlos Scanavino | 200 m gyors    | 1:52,70  | 3.       | 17.      | B       | 1:52,54    | 5.         | 13.      |
| Carlos Scanavino | 400 m gyors    | 3:55,92  | 3.       | 11.      | B       | nem indult | nem indult | 17.      |
| Carlos Scanavino | 1500 m gyors   | 15:29,78 | 3.       | 10.      | kiesett | kiesett    | kiesett    | kiesett  |
| Carlos Scanavino | 100 m pillangó | 57,46    | 6.       | 32.      | kiesett | kiesett    | kiesett    | kiesett  |

Női
| Versenyző        | Versenyszám | Előfutam | Előfutam | Előfutam | Döntő   | Döntő   | Döntő   | Helyezés |
| Versenyző        | Versenyszám | Idő      | Hely.    | Össz.    | Típus   | Idő     | Hely.   | Helyezés |
| ---------------- | ----------- | -------- | -------- | -------- | ------- | ------- | ------- | -------- |
| Rosa María Silva | 100 m mell  | 1:17,11  | 7.       | 26.      | kiesett | kiesett | kiesett | kiesett  |
| Rosa María Silva | 200 m mell  | 2:50,01  | 8.       | 21.      | kiesett | kiesett | kiesett | kiesett  |

## Vitorlázás
Nyílt
| Versenyző                                       | Versenyszám | Futam | Futam  | Futam | Futam | Futam | Futam | Futam | Pontszám | Helyezés |
| Versenyző                                       | Versenyszám | 1     | 2      | 3     | 4     | 5     | 6     | 7     | Pontszám | Helyezés |
| ----------------------------------------------- | ----------- | ----- | ------ | ----- | ----- | ----- | ----- | ----- | -------- | -------- |
| Alejandro Ferreiro Bernd Knuppel Enrique Dupont | Soling      | 24,0  | (27,0) | 24,0  | 25,0  | 24,0  | 24,0  | 24,0  | 145,0    | 16.      |